# Góry Księżycowe (film)
Góry Księżycowe – amerykański film historyczno-przygodowy z 1990 roku w reż. Boba Rafelsona.

## Opis fabuły
Fabularyzowana historia wyprawy naukowo-badawczej w głąb Afryki w latach 1857-1858, mającej na celu odkrycie źródeł Nilu.
Dwóch podróżników-badaczy Richard Francis Burton i John Hanning Speke, narażając niejednokrotnie życie, odbywają pełną niebezpieczeństw wyprawę zakończoną sukcesem. Ich przyjaźń zostaje jednak wystawiona na ciężką próbę, gdy po powrocie do Anglii dziennikarz Laurence Oliphant za pomocą intrygi próbuje skłócić dwóch przyjaciół, aby cały sukces przypisać tylko jednemu z nich.

## Główne role
- Patrick Bergin jako Burton
- Iain Glen jako Speke
- Fiona Shaw jako Isabel
- Richard E. Grant jako  Laurence Oliphant
- Bernard Hill jako dr Livingstone
- Delroy Lindo jako Mabruki
- Paul Onsongo jako Sidi, przewodnik karawany
- Bheki Tonto Ngema jako król (ngola)
- Martin Okello jako Weldu, minister króla
- John Savident jako lord Murchison
- Peter Vaughan jako lord Houghton
- Richard Caldicot jako lord Russell